# Gördes
Gördes ist eine Stadtgemeinde (Belediye) im gleichnamigen Ilçe (Landkreis) der Provinz Manisa in der türkischen Ägäisregion und gleichzeitig eine Gemeinde der 2012 geschaffenen Büyüksehir belediyesi Manisa (Großstadtgemeinde/Metropolprovinz). Seit der Gebietsreform 2013 ist die Gemeinde flächen- und einwohnermäßig identisch mit dem Landkreis.
Gördes liegt etwa 85 Kilometer nordöstlich des Zentrums der Provinzhauptstadt Manisa und grenzt intern im Osten an Demirci, im Süden an Köprübaşı und Salihli, im Südwesten an Gölmarmara, im Westen an Akhisar und extern im Norden an die Provinz Balıkesir. Im Norden liegt der Kepez Dağı, durch die Stadt fließt der Fluss Gördes Çayı.
Die Stadt ist auch Namensgeber für eine Sorte von Teppichen, die in ihrer Umgebung hergestellt werden.
Gördes bestand schon bei Gründung der Türkei 1923, der Kaza (Vorläufer des Kreises) hatte zur Volkszählung 1927 22.764 Einwohner, davon entfielen auf die Stadt (Şehir) 2.883 und auf die 105 Dörfer/Ortschaften 19.881 Einwohner.
(Bis) Ende 2012 bestand der Landkreis neben der Kreisstadt aus drei Stadtgemeinden (Belediye) Çiçekli, Güneşli und Kayacık sowie 52 Dörfern (Köy), die während der Verwaltungsreform 2013 in Mahalle (Stadtviertel/Ortsteile) überführt wurden. Die acht existierenden Mahalle der Kreisstadt blieben erhalten, während die Mahalle der anderen Belediye vereint und zu je einem Mahalle reduziert wurden. Durch Herabstufung dieser Belediye und der Dörfer zu Mahalle stieg deren Zahl auf 63 an. Ihnen steht ein Muhtar als oberster Beamter vor.
Ende 2020 lebten durchschnittlich 428 Menschen in jedem dieser nun 64 Mahalle, 2.056 Einw. im bevölkerungsreichsten (Adnan Menderes Mah.).